# Frigående djur
Frigående djur är djur som får större rörelseutrymme än djur i burar eller stall.

## Höns

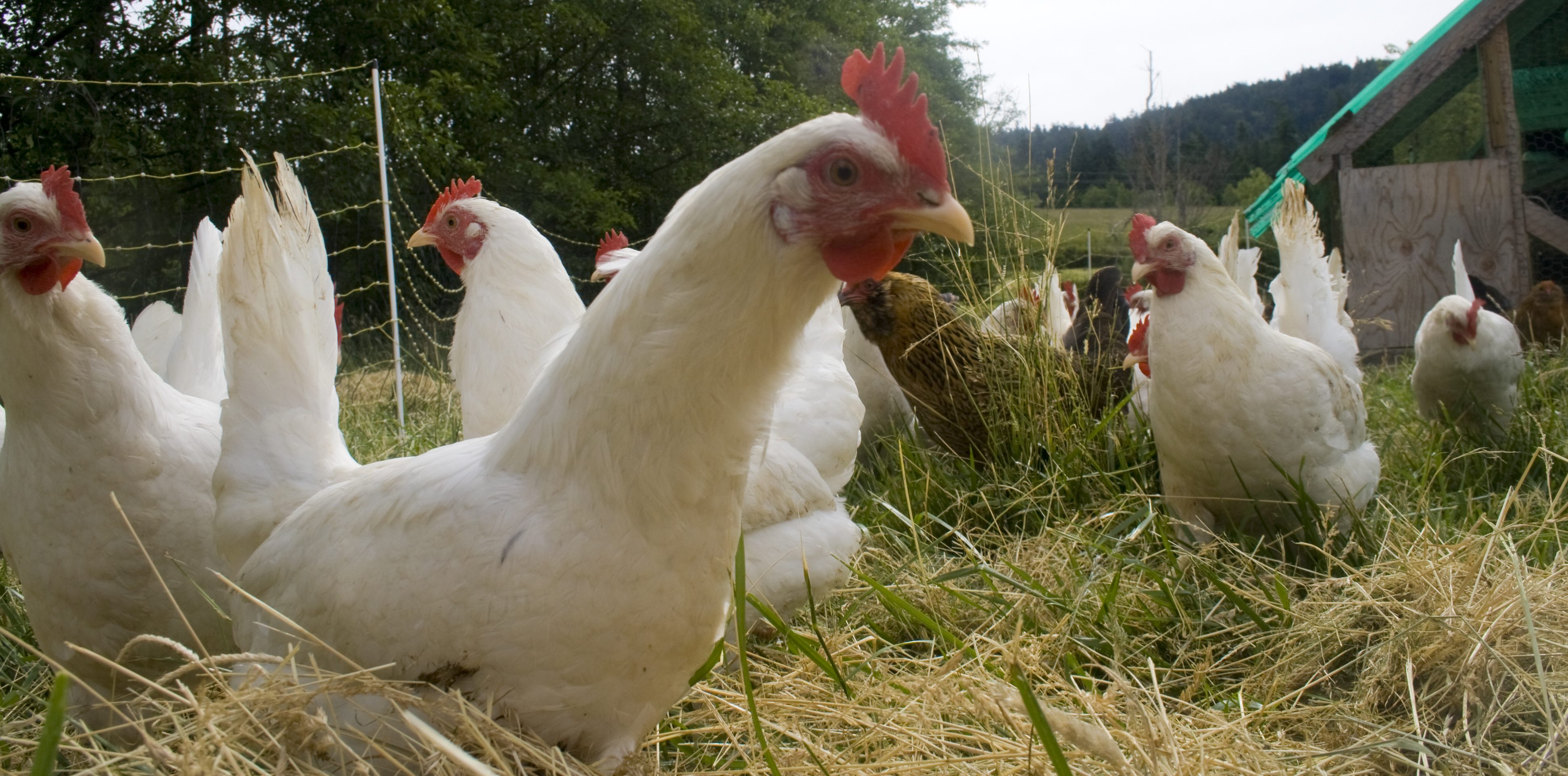
Frigående höns.

Frigående höns är höns som hålls i stora golvhållna grupper inomhus eller utomhus. 

### Sverige
De flesta av de kommersiella äggproducerande besättningarna består av fler än 5000 höns och är belägna i Östergötland, Västergötland, Skåne och Halland. Tidigare hölls de flesta hönsen i Sverige i burar men 1988 kom ett förbud i Sverige mot att inhysa höns i oinredda burar utan sandbad, sittpinne och rede. Runt 2008 hölls 55 procent av Sveriges hönor inomhus i frigåendesystem, 39 procent i inredda burar och 6 procent var ekologiskt uppfödda. Detaljerade regler om hur djuren ska hållas finns i djurskyddsbestämmelserna. I ett envåningssystem får det förekomma maximalt 9 hönor per kvadratmeter tillgänglig yta när hönorna väger mindre än 2,4 kilo och 7,5 hönor per kvadratmeter tillgänglig yta när de väger 2,4 kilo eller mer. I flervåningssystem får det som mest vara 7 hönor per kvadratmeter tillgänglig yta och maximalt 20 hönor per kvadratmeter golvarea.

### Fördelar och nackdelar
Fördelar med frigående höns är att de har mycket utrymme detta ger dem möjlighet att utföra många av sina naturliga beteenden. De får även starkare skelett tack vare den stora rörelsefriheten. En nackdel med systemet är att djuren hålls i mycket stora grupper, 10 000-tals hönor per stall, i vilt tillstånd består en grupp av ca 10 höns. De stora grupperna gör även att det blir svårt att hantera och fånga in djuren. Ett vanligt problem är att hönsen börjar lägga ägg på golven vilket försämrar äggkvaliteten. Detta kan dock undvikas med rätt belysning och inredning.
Om man jämför frigående system med bursystem är produktionskostnaden högre. Man får även mer varierande resultat i produktionen på grund av bland annat den höga dödligheten, dubbelt så hög som i bursystem. De frigående systemen ger också fler skador på hönsen. Luftkvaliteten blir också sämre eftersom djuren går på ströbädd vilket ger mer ammoniak och damm. För att kunna hålla en acceptabel miljö så är det viktigt att stallet är lätt att rengöra. 
Golvsystemen för frigående höns delas in i det traditionella envåningssystemet och det nyare flervåningssystemet. I flervåningssystemet utnyttjar man volymen i stallarna bättre, man kan ha fler hönor per m³ än i ett envåningssystem, men det är svårare att få överblick över hönsen.
Vilken ras man har påverkar hur bra det frigående systemet fungerar. Bruna höns tenderar att hacka och plocka fjädrar på varandra mer än vita höns. Andra länder löser detta genom att klippa bort spetsen av näbben på hönsen. I Sverige är detta förbjudet enligt djurskyddslagen och därför används mest de vita hönorna i Sverige.
Ekologiska höns hålls ofta i traditionella envåningssystem med något färre djur per yta än i ett icke ekologiskt system. De måste även ha tillgång till utevistelse. En annan fördel är att producenten får mer betalt för äggen, dock är produktionskostnaderna mycket högre och normalt sett medför det ett högre pris i butik i jämförelse med andra ägg. I ekologisk äggproduktion kan man ha problem med parasiter och smittspridning.